# خیلیس فان تیلبورخ

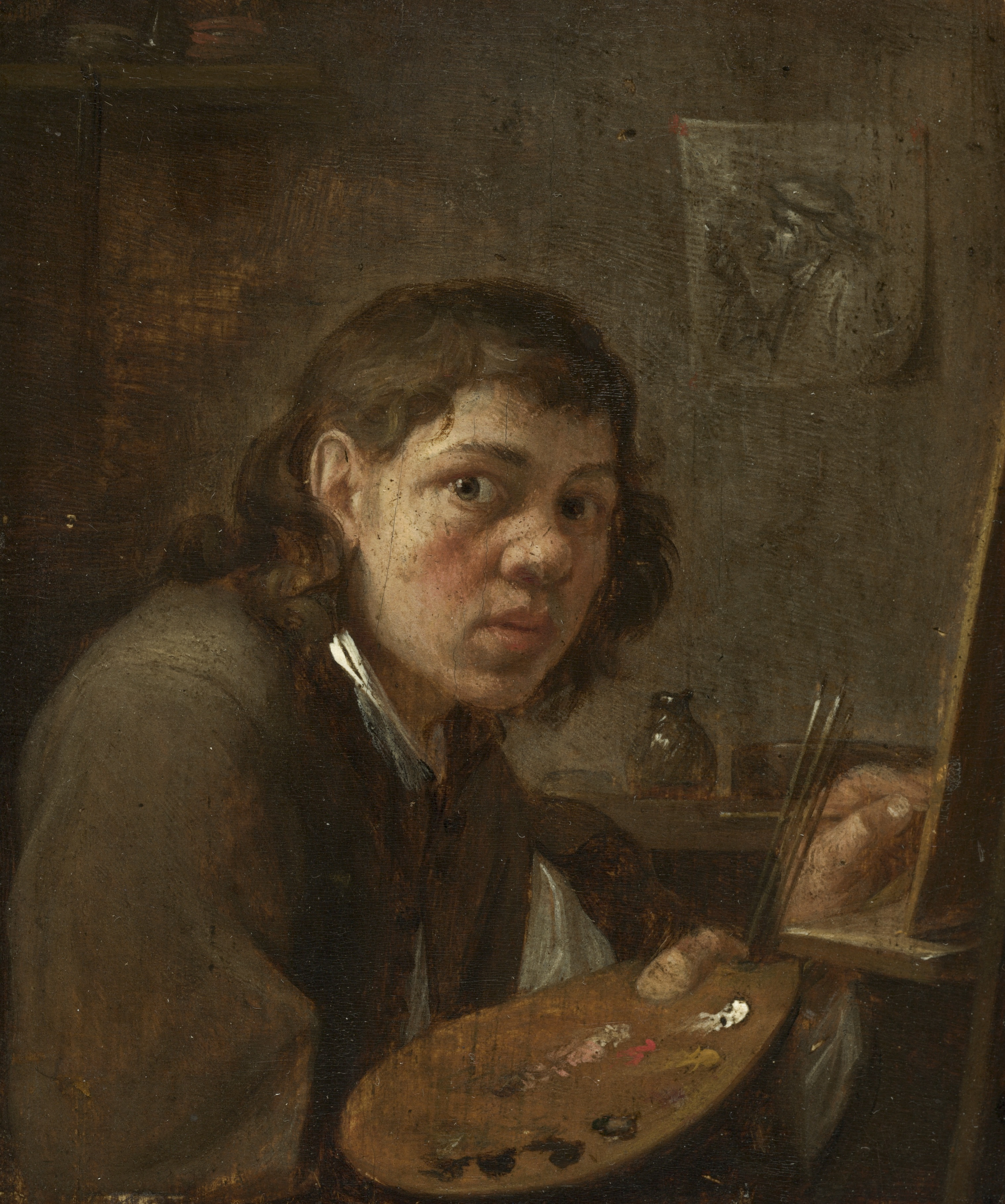
خودنگاره

خیلیس فان تیلبورخ (به هلندی: Gillis van Tilborgh) یا Gillis van Tilborch  (تولد حوالی ۱۶۲۵ - درگذشت حوالی ۱۶۷۸) یک نقاش فلاندری بود که در ژانرهای مختلفی از جمله پرتره، «لو لایف» و ژانرهای نقاشی صحنه‌های خودمانی زیبا و نقاشی گالری‌های تصویری کار می‌کرد. او سرپرست مجموعه تصاویر فرماندار هلند هابسبورگ شد و به انگلستان سفر کرد و در آنجا نقاشی پرتره‌های گروهی را انجام داد.
احتمالاً در بروکسل بدنیا آمده‌است. اعتقاد بر این است که او ابتدا تحت نظر پدرش خیلیس فان تیلبورخ بزرگ و سپس با دیوید تنیرز جوان تحصیل کرده‌است. در سال ۱۶۵۴ در انجمن صنفی سن لوک بروکسل استاد و معاون صنفی در سال ۱۶۶۳ شد.
در سال ۱۶۶۶ به عنوان سرپرست مجموعه نقاشی دربار و قلعه ترووران، محل سکونت فرماندار هلند هابسبورگ منصوب شد.
دامنه موضوع‌های وی به همان اندازه متنوع است و شامل پرتره‌ها، پرتره‌های گروهی، صحنه‌های میخانه، جشن‌های روستا، انجمن‌های شاد، گالری تصاویر و صحنه‌های نگهبانی است.
شهرت وی بیشتر به خاطر رنگ‌بندی هماهنگ، طراحی دقیق و مهارت‌های ترکیب بندی بود.

## آثار

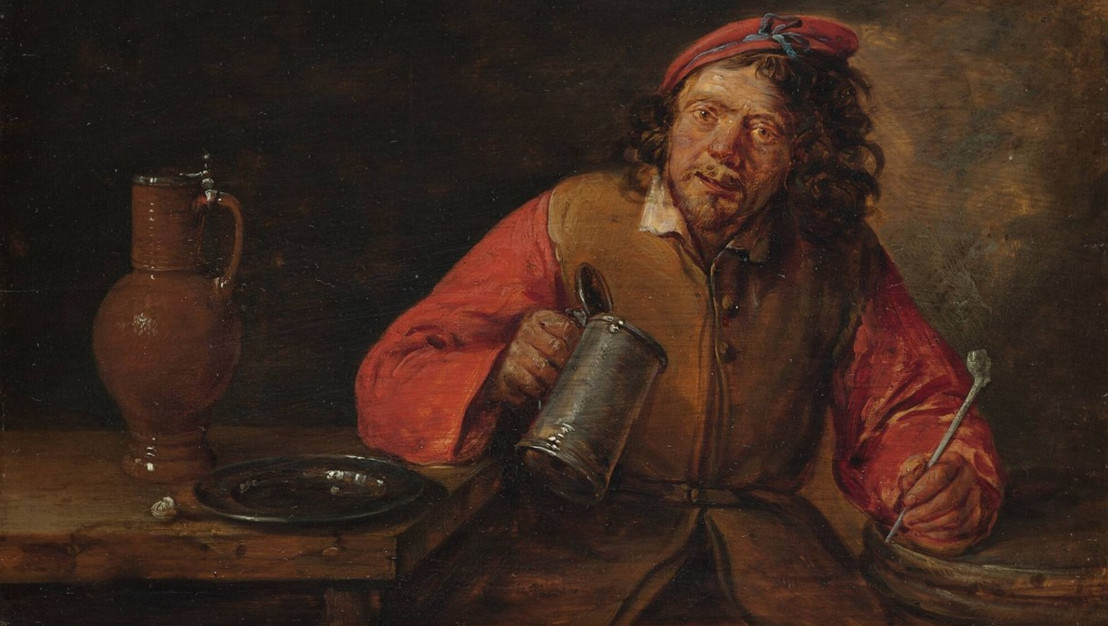
درینکر
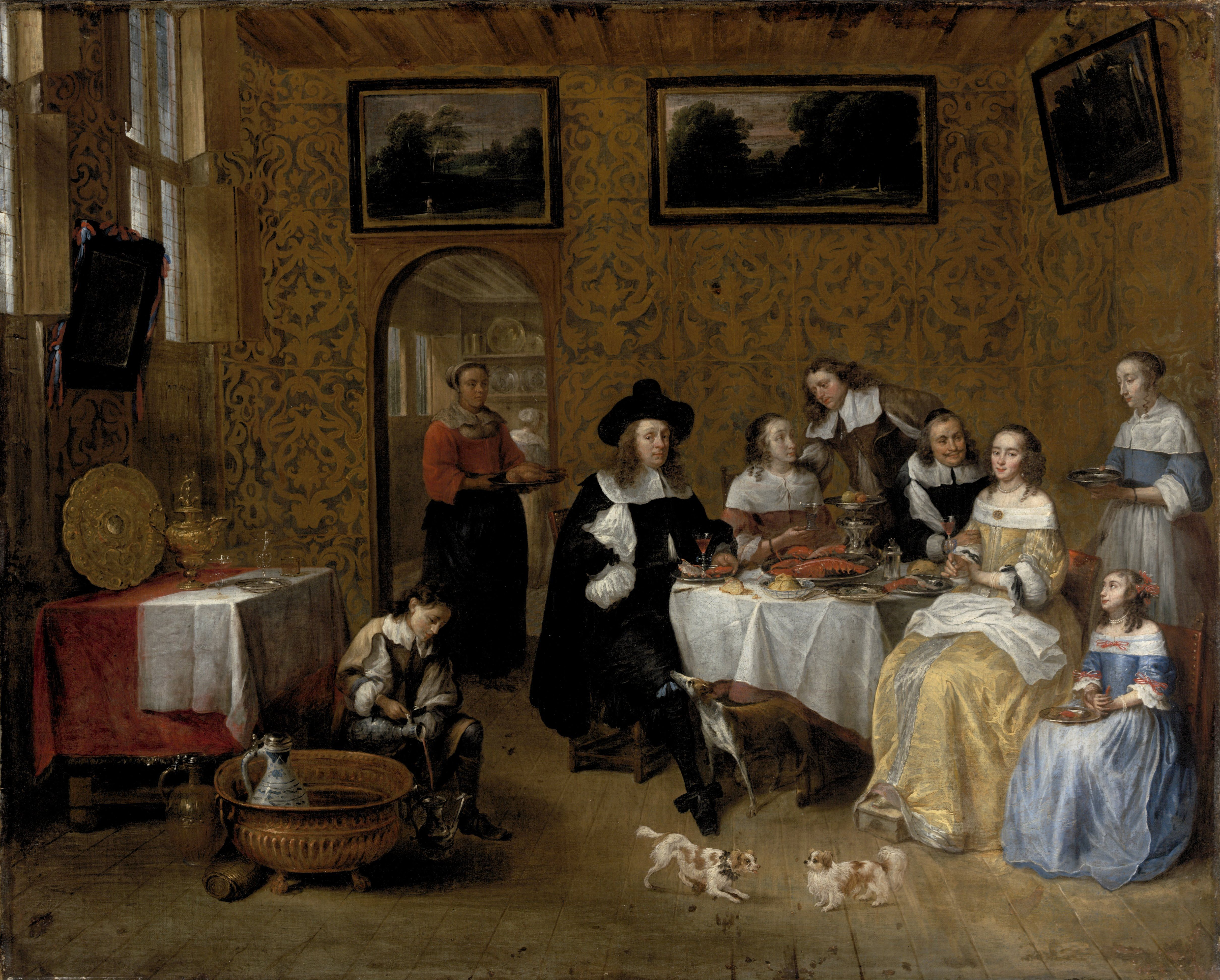
پرتره خانوادگی
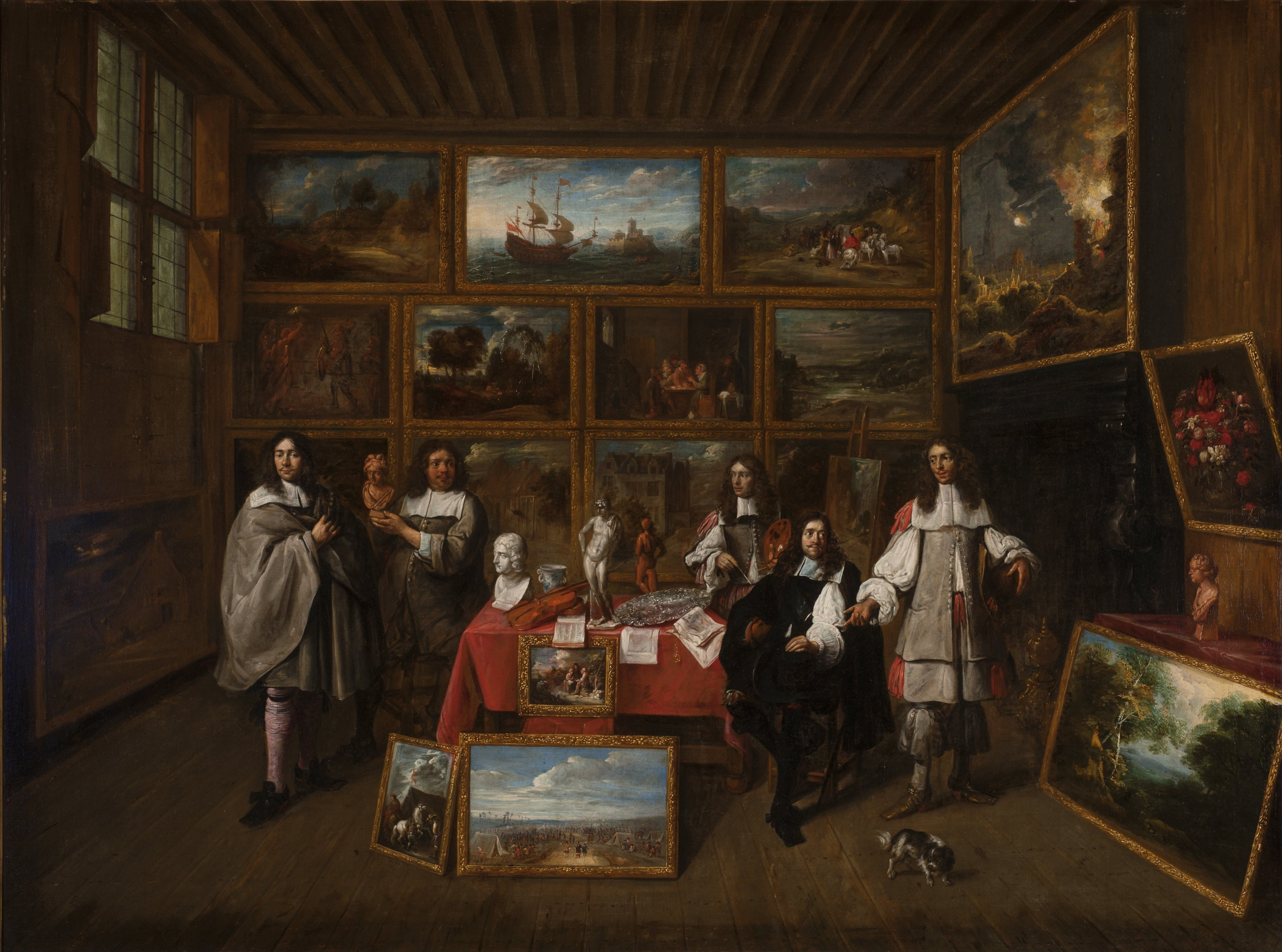
یک گالری نقاشی
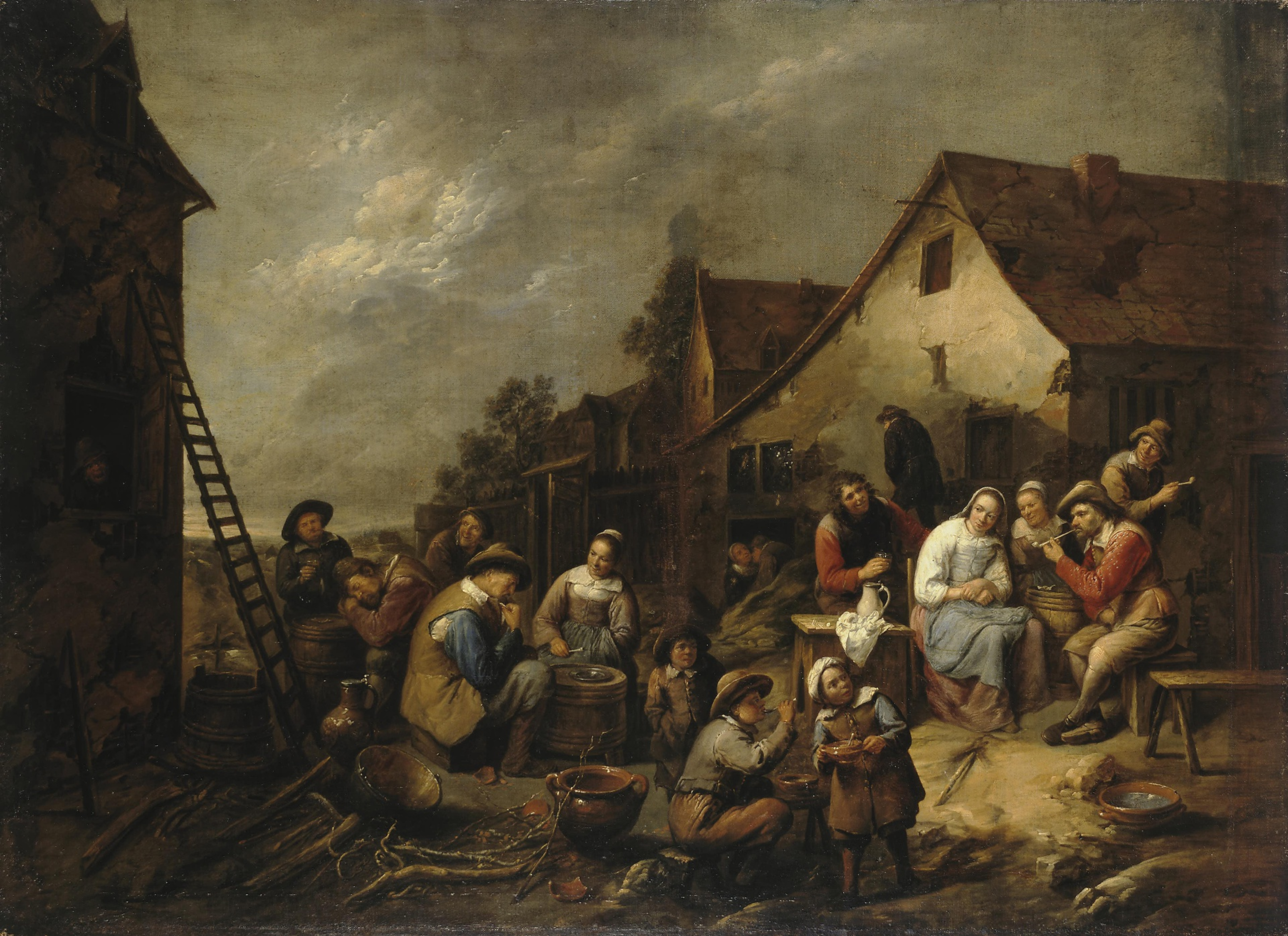
دهکده
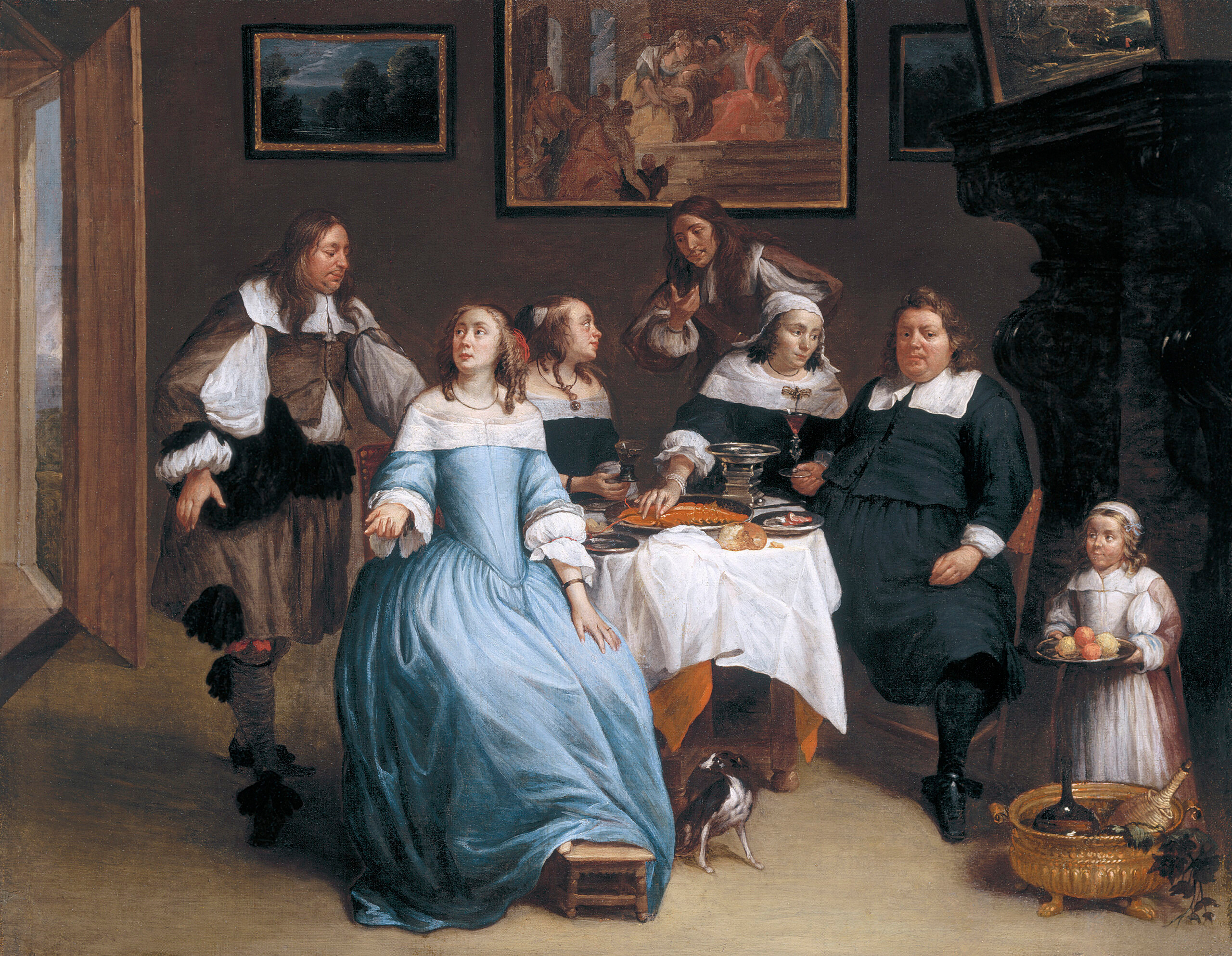
همراهان زیبا
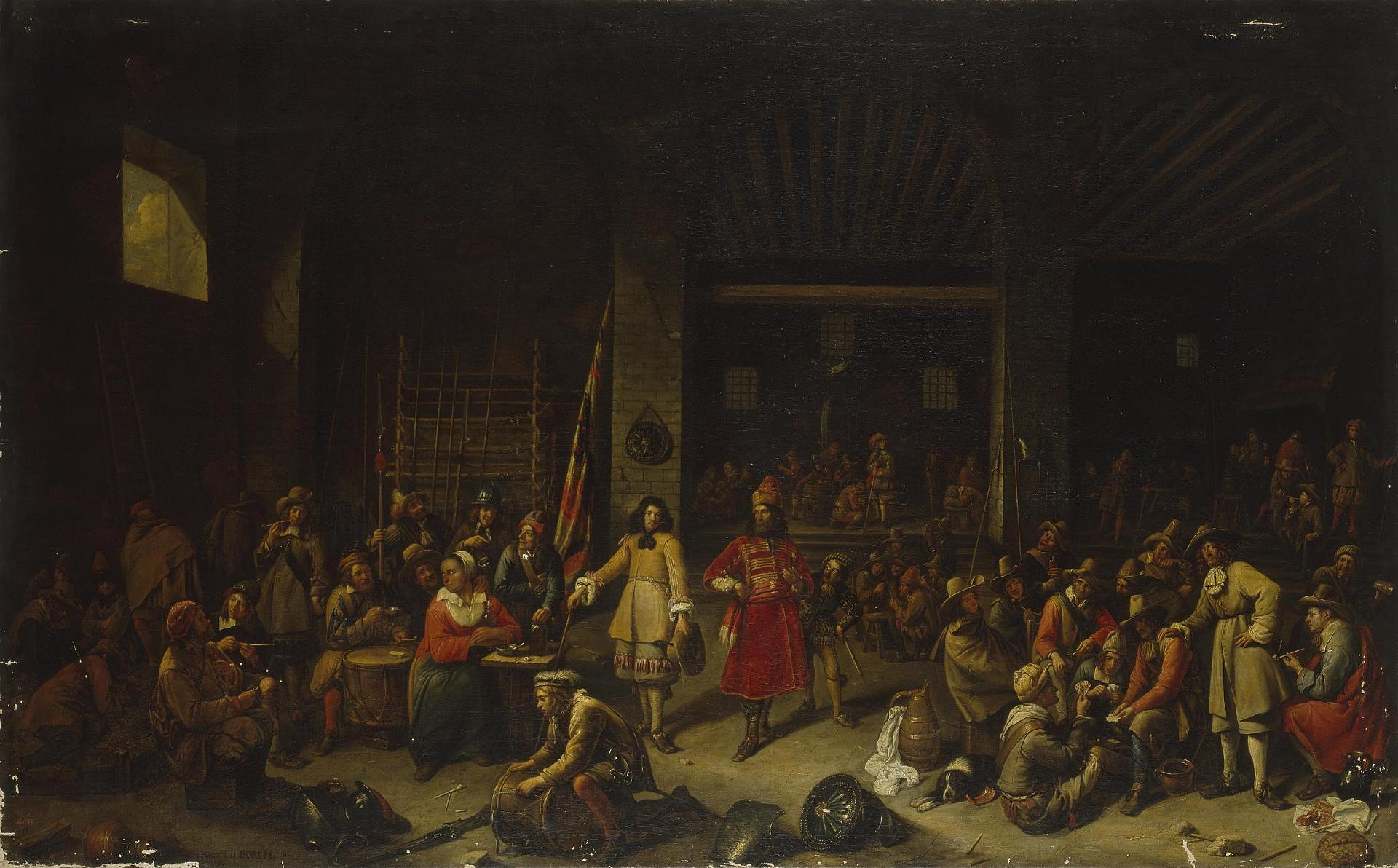
اتاق کشیک، آرمیتاژ